# Pulque

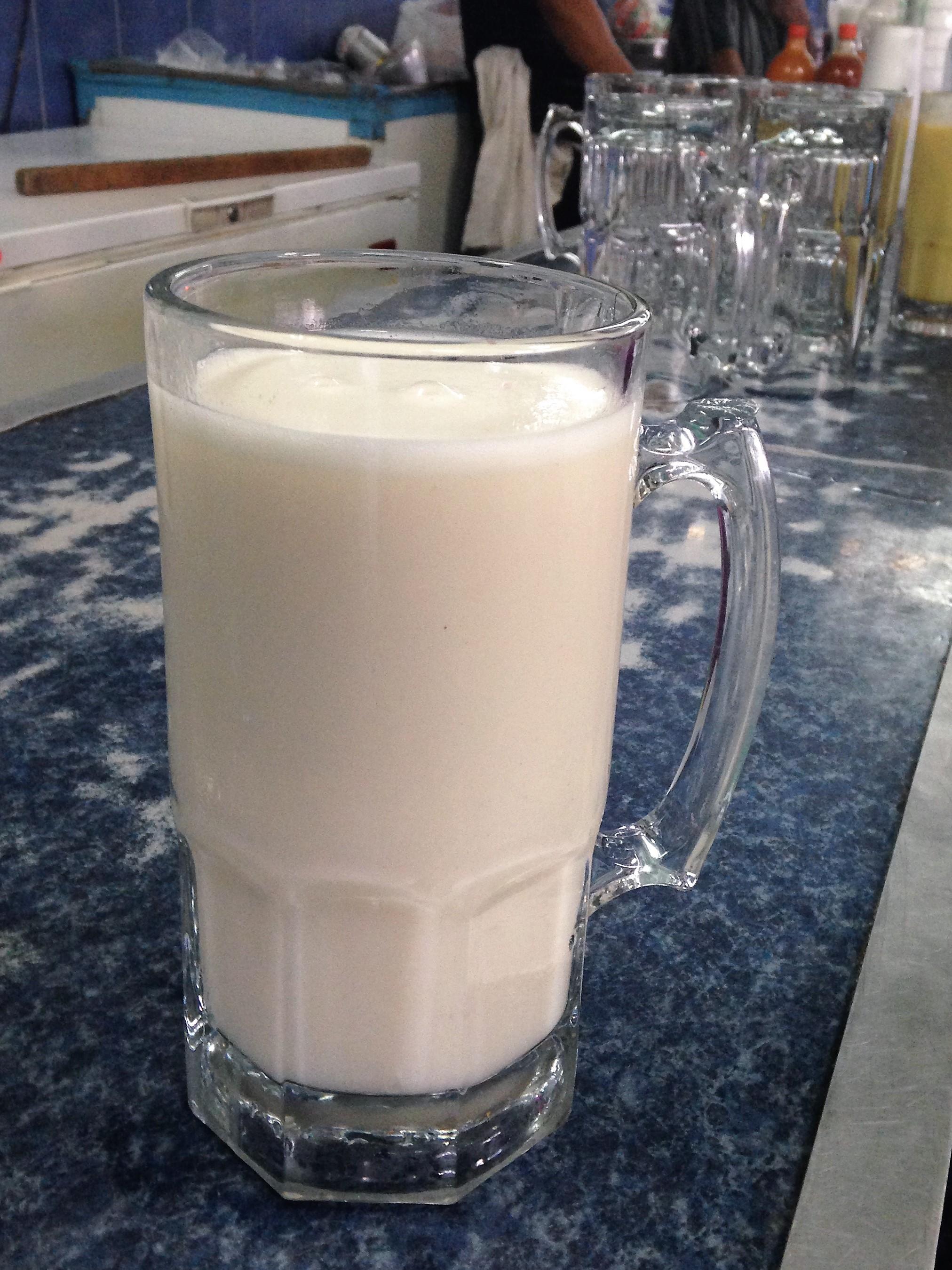
Pulque (hier in einem 1,0-Liter-Krug)

Der Pulque gilt als mexikanisches Nationalgetränk. Es ist ein alkoholisches Gärgetränk aus dem fermentierten Saft verschiedener Agaven, besonders der Agave salmiana. Öffentlich verköstigt wird das Getränk in einer sogenannten Pulquería.

## Herstellung
Die Gärung von Pulque wird nicht – wie bei den meisten anderen Ethanol-haltigen Gärgetränken – durch Hefen bewirkt, sondern durch das Bakterium Zymomonas mobilis. Pulque ist milchig trüb und enthält etwa 2 bis 6 Vol.-% Alkohol (Ethanol).

## Kulturgeschichte

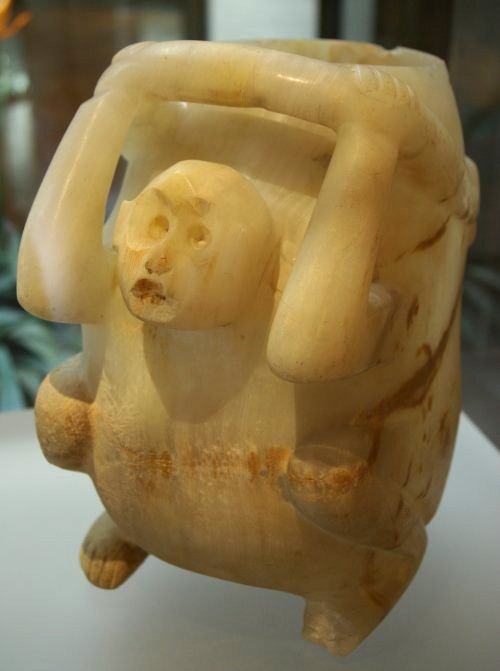
Gefäß für Pulque in Gestalt eines Affen, aztekisch, 1200–1520, Onyx, Dumbarton-Oaks-Museum, Washington, DC

Die Agave sowie das Getränk spielen in der Mythologie und in religiösen Ritualen der indianischen Bevölkerung Mexikos eine große Rolle. Die Entstehung von Pulque ist nicht bekannt. Die mit ihm verbundenen Rituale tauchen allerdings in Felszeichnungen auf, welche etwa um das Jahr 200 entstanden sind. Nach einer indianischen Geschichte fand ein Adliger der Tolteken namens Papantzin zur Zeit der Regentschaft des Tecpalcatzin von Tula heraus, wie man den Saft (aguamiel del maguey) aus der Agave erhält und Pulque herstellt. Eine andere Legende will, dass Xóchitl, ein junges Mädchen, diese Entdeckung zufällig machte. Der Monarch soll so gut auf das Getränk angesprochen haben, dass er Xóchitl kurzerhand heiratete. Pulque wurde im ab 1810 um seine Unabhängigkeit ringenden Mexiko zum Nationalgetränk erhoben. Die Begegnung Xóchitls mit Tecpalcatzin zeigt das Historiengemälde El descubrimiento del pulque von José María Obregón (1832–1902).
Auch die Azteken benutzten es als Getränk bei religiösen Zeremonien. Es gibt zahlreiche Becher oder Kelche aus präkolumbischer Zeit in Form eines Affen, die vermutlich für den Verzehr von Pulque bestimmt waren; der Affe symbolisiert dabei den berauschten Zustand des Trinkenden. Die Azteken nannten das Getränk ixtac octli (weißer Likör). Der Name „pulque“ leitet sich wohl irrtümlicherweise aus octli poliuhqui (verdorbener Likör) ab. Diese Bezeichnung wurde für einen übergorenen Pulque verwendet. In der vorindustriellen Landwirtschaft war das Einsammeln des aguamiel Aufgabe der Tlachiqueros, die dafür eine lange Saugkalebasse verwendeten.

## Heutige Zeit

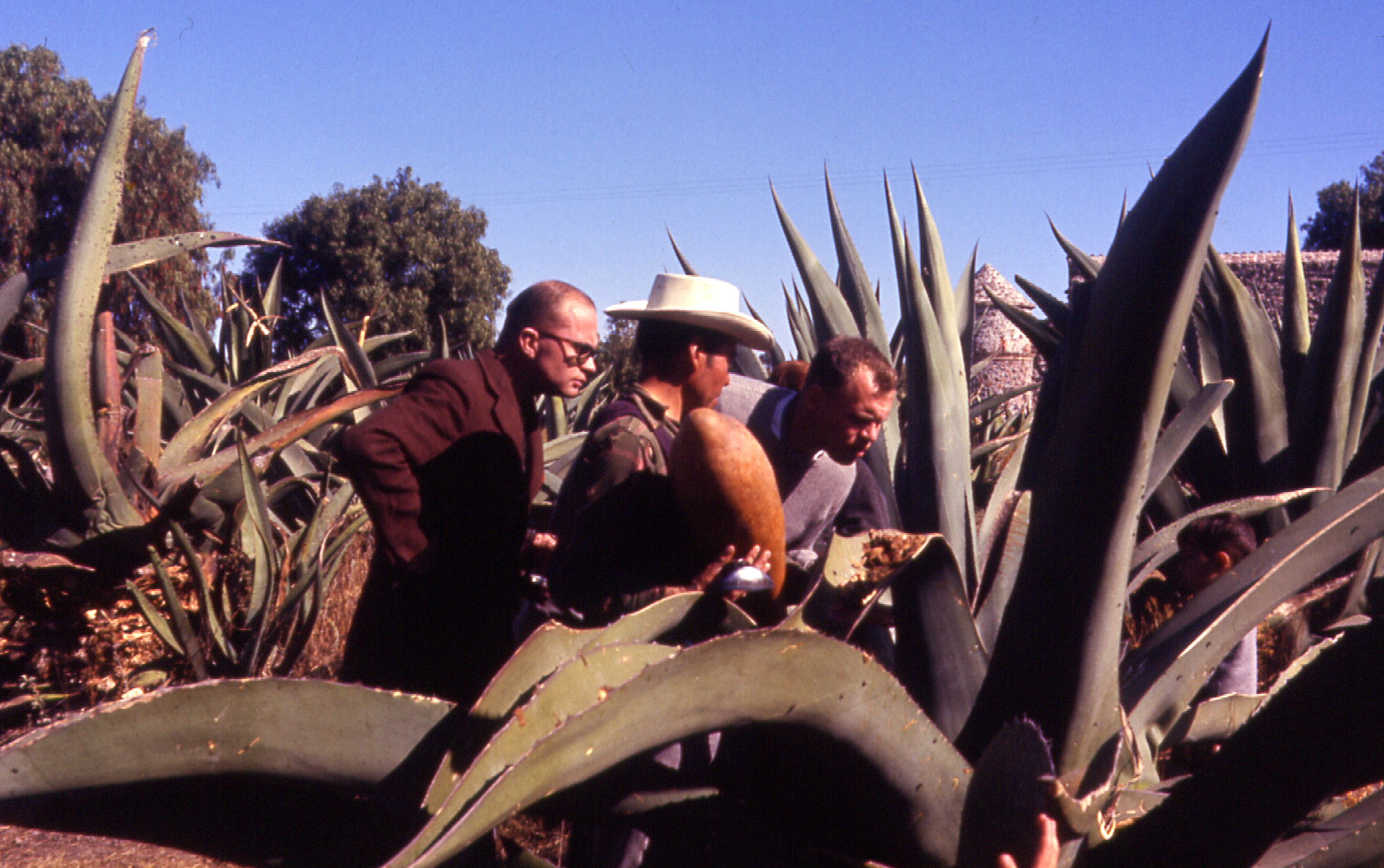
Ein Tlachiquero (Mitte mit Kalebasse) beim Einsammeln des Agavensaftes (1964, Hidalgo)

Auch heute wird Pulque noch hergestellt und in einigen Teilen Mexikos getrunken, allerdings nur noch in begrenzten Mengen und hauptsächlich auf dem Land. Der Hauptanbau ist auf der Hochebene des Bundesstaates Hidalgo.
Pulque verdirbt schnell und ist nicht lager- oder transportfähig, daher ist das Getränk außerhalb Mexikos kaum erhältlich.
Drei Viertel der Gesamtproduktion von Pulque wird aus dem Saft der Agave salmiana durch Gärung gewonnen, der Rest vornehmlich aus der Agave americana in den südlichen Gebieten im Bundesstaat Oaxaca. Darüber hinaus wird Aguamiel auch aus Agave mapisaga und Agave marmorata vor allem in Zentralmexiko geerntet.

## Berühmte Konsumenten
In der ersten Hälfte des 20. Jahrhunderts gab es zwei legendäre mexikanische Fußballtorhüter, die mit dem Pulque in Verbindung gebracht wurden: Cirilo Roa war dafür bekannt, das Spielfeld regelmäßig mit einem Krug Pulque zu betreten, den er während des Spiels austrank. Ángel Antonio León war allgemein bekannt unter dem Spitznamen Pulques León, weil seine Familie ihr Auskommen mit dem Vertrieb des Getränks bezog.
Internationale Bekanntheit erreichte das Getränk unter anderem durch den 1966 uraufgeführten Spielfilm Südwest nach Sonora (Originaltitel: The Appaloosa), in dem Marlon Brando (angeblich) einen Pulque trinkt.